# Lorenzo Pellegrini
Lorenzo Pellegrini (født 19. juni 1996) er en italiensk professionel fodboldspiller, som spiller for Serie A-klubben Roma og Italiens landshold.

## Klubkarriere

### Roma
Pellegrini kom igennem ungdomsakademiet hos Roma, og fik sin professionelle debut med klubben den 22. marts 2015 i en Serie A-kamp imod Cesena.

### Sassuolo
Pellegrini skiftede i juni 2015 til Sassuolo. Han blev over de næste to sæsoner etableret som en fast mand på holdet.

### Roma retur
Pellegrini skiftede i juni 2017 tilbage til Roma, efter at klubben tog brug af en tilbagekøbsklausul som var blevet indbygget i aftalen.
Pellegrini var anfører for Roma, da de vandt UEFA Conference League finalen i 2022 imod Feyenoord. Han blev herefter kåret som turneringens spiller.

## Landsholdskarriere

### Ungdomslandshold
Pellegrini har repræsenteret Italien på flere ungdomsniveauer.

### Seniorlandshold
Pellegrini debuterede for Italiens landshold den 11. juni 2017.